# Eline Geerdink
Eline Geerdink (Ootmarsum, 3 mei 2000) is een Nederlands volleybalspeelster. Geerdink kwam in Nederland uit voor Talentteam Papendal, VV Apollo 8, Team Eurosped en VC Sneek. Sinds 2024 komt Geerdink uit voor GSVV Veracles.

## Carrière
Geerdink begon met volleyballen bij VV Set-Up '65 uit haar geboorteplaats Ootmarsum. Op haar zestiende werd ze opgepikt door Talentteam Papendal. Ze maakte drie jaar deel uit van het talententeam. In 2019 maakte ze de overstap naar VV Apollo 8 uit Borne. Een jaar later maakte Geerdink een transfer naar competitiegenoot Team Eurosped uit Vroomshoop. Ze volleybalde tot 2023 voor Team Eurosped totdat de club ophield met bestaan. Kort na haar gedwongen afscheid bij Team Eurosped, maakte Geerdink de overstap naar VC Sneek. In 2024 verlaat Geerdink Sneek voor een overstap naar GSVV Veracles.